# 彰化縣立芳苑國民中學
彰化縣立芳苑國民中學簡稱芳苑國中，是位於於台灣彰化縣芳苑鄉的一所國民中學。地址為臺灣彰化縣芳苑鄉仁愛村斗苑路芳苑段211號。

## 簡史
1962年春由彰化縣府聘請黄警為籌備主任，正式展開籌備工作，八月正式成立二林初級中學芳苑分部，由黄警擔任分部主任，招生兩班，分別借用芳苑鄉公所中山堂及芳苑國小教室上課，教職員則借芳苑鄉衛生所辦公。1963年8月11日・第二期校舍招標興工，同年12月底竣工。同年，由師生聯合自建車棚、克難廁所、升旗台。1964年春，建造克難平房三間作為教師廚房、飯廠、宿舍之用。同年6月，興建單身宿舍4間。1964年7月20日，由台灣省政府核准獨立。同年10月完成第3期校舍工程。1965年6月18日，黄警成為第一任校長。1969年8月，由教育廳核派劉建昌接任校長。1970年間・増建工藝工場及其内部設備，普通教室三間。同年9月起開始辦理學生營養午餐。1971年8月，由王宗增接任校長。1975年4月，興建圖書館及科學館各一間。同年5月，師生自建水泥籃球場一座及水泥乒兵球二座。同年6月増設普通教室一間。1980年8月，由教育廳核派陳鶴田接任校長。1981年5月，由該校家長委員會合資捐建新校門，於同年5月8日該校校慶完成。1985年8月，陳鶴田校長病逝，由謝藝雄主任代理校長。同年10月1日，李芳松繼任為第五任校長。1989年2月28日，由詹輝男接任第六任校長。1990年8月29日，由馮玉麟接任第七任校長。1992年2月28日，由教育廳核調黃譯鋒接任第八任校長。1994年2月20日，由教育廳核調趙武昇接任第九任校長。1995年，興建行政大樓與新教室二十八間，並完成群育樓學生活動中心。1996年，由蔡雨亭接任第十任校長，完成校門口蝸牛造型圖騰雕塑。1999年3月，由梁淳璘接任第十一任校長。2001年2月，由黃夢涵接任第十二任校長。2004年2月，由蘇文俊接任第十三任校長，引進傳統舞龍運動。2005年，操場新建PU跑道完工。2007年，成立舞龍隊。2008年，由吳麗月接任第十四任校長。2009年，舞龍隊獲得杭州國際舞龍舞獅邀請赛的銀質獎。同年，廚房完工。2011年2月，由謝國士接任第十五任校長。2013年，與冠昀石毯公司，磐興建設企業合作成立泥作班。同年11月，參加「100年鲲鯓王盃兩岸全國民俗龍獅藝陣錦標賽」，獲得國中組舞龍單龍項目第一名以及國中組舞龍夜光龍項目第一名。2015年，啟動圖書館改善計畫，在般若科技公司的協助下完工，命名為「般若圖書館」。2016年，由台中南屯扶輪社及臺灣行動菩薩助學基金協助建造「泥作育成中心」與「泥作教室」。同年，由寶成鞋業與該校泥作班學生共同將舊廚房後旳洗滌室改建為「愛的書庫」，存放各企業捐助的書藉，並開放借閱。2018年8月，黃天助接任第十六任校長。同年8月，由芳苑初中第六屆校友洪淑娟集資募款，將美國傳爾布萊特基金會外籍教師制度引進彰化縣，外籍教師從此進入芳苑國中。同年，教師宿舍完成整建。2019年，行政大樓、群育樓加設太陽能光電設施。2020年10月，行政大樓完成擴柱結構補強工程，東西兩側男女廁所整建完成。側門內完成花園停車棚架工程。2021年，綜合球場整建完成。

## 歷任校長
1. 黄警 （1965年6月-1969年7月）
2. 劉建昌 （1969年8月-1971年7月）
3. 王宗增 （1971年8月-1980年7月）
4. 陳鶴田 （1980年8月-1985年7月）
5. 謝藝雄 （代理校長）（1985年8月-1985年10月）
6. 李芳松 （1985年10月-1989年1月）
7. 詹輝男 （1989年2月-1990年7月）
8. 馮玉麟 （1990年8月-1992年1月）
9. 黄譯鋒 （1992年2月-1994年1月）
10. 趙武昇 （1994年2月-1996年2月）
11. 蔡雨亭 （1996年3月-1999年2月）
12. 梁淳璘 （1999年3月-2001年1月）
13. 黄夢涵 （2001年2月-2004年1月）
14. 蘇文俊 （2004年2月-2008年1月）
15. 吳麗月 （2008年2月-2011年1月）
16. 謝國士 （2011年2月-2018年7月）
17. 黃天助 （2018年8月-）

## 外部連結
- 芳中競技舞龍隊